# 제2항공함대 (일본)
제2항공함대(第二航空艦隊 다이니코쿠칸타이[*])는 일본 제국 해군의 항공함대이다.

## 역사

### 창설
제2항공함대는 1944년 6월 15일에 창설되었다. 7월 10일에는 제3항공함대가 제2항공함대를 지원하는 임무를 부여받고 창설되었다.
8월 21일, 연합함대사령장관 도요다 소에무 대장은 "T공격부대 편성 및 작전요령" 지시를 내렸고, 제762해군항공대는 제2항공함대 직속 T공격부대로 지정되었다. 9월 1일에 제762해군항공대 사령관 히사노 슈조는 제2항공함대 참모장에 임명되었다.

### 포르모사 공중전
10월 10일, 제2항공함대는 나하 공습을 받고 야간공격을 포기하였다. 다음날 10월 11일 이른 아침에 색적하여 정오에 미국 제3함대의 태스크포스 38을 발견하였다.
18시 30분에 다음날 10월 12일의 작전요령이 내려져 부대의 전투준비가 갖춰지자, 태스크포스 38를 제1항공함대, 제4항공군와 함께 공격하였다.
10월 14일, 항공부대의 부풀려지고 잘못된 보고를 받은 연합함대는 해군조종사 구조와 미국 해군의 잔존부대를 요격하기 위해 수상함부대인 제5함대를 투입하였으나, 낚였다. 이후 제2항공함대는 루손섬으로 옮겨갔다.

### 카미카제 부대로의 전환
10월 22일,  제1항공함대 사령장관 오니시 다키지로의 특별공격대를 채용하라는 제안을 거절하였으나, 전과를 나온 10월 25일에 제2항공함대도 채용하였다. 제1항공함대와 제2항공함대는 연합기지항공대를 창설하고 후쿠토메 시게루를 사령관, 오니시 다키지로를 참모장으로 임명하였다. 10월 27일, 제2신푸특별공격대(第二神風特別攻撃隊)를 창설하였고 이후로도 1945년 1월 8일에 폐지될 때까지 특별공격대를 편성하였다.

## 구조

### 지휘부
사령장관
1. 중장 후쿠토메 시게루; 1944년 7월 10일 ~ 1945년 1월 8일

참모장
1. 소장 미우라 간조; 1944년 7월 10일 ~ 10월 27일
2. 소장 다구치 다로; 1944년 10월 27일 ~ 1945년 1월 8일

### 부대
- 연합기지항공대; 1944년 10월 25일, 창설
- 제2신푸특별공격대(第二神風特別攻撃隊); 1944년 10월 27일, 창설
- 제6기지항공부대
- 제634해군항공대; 1944년 11월 15일 ~ 1945년 1월 7일
- 제762해군항공대; 1944년 8월 21일 ~ 1945년 2월 11일, 제5항공함대로 전속

## 참고

### 인용
1. ↑  Senshisôsho 1970, 209-210쪽.
2. ↑  Senshisôsho 1970, 312쪽.
3. ↑  Senshisôsho 1971, 294쪽.
4. ↑  Senshisôsho 1970, 620쪽.
5. ↑  Senshisôsho 1971, 504쪽.
6. ↑  Kaneko 2001, 155-159쪽.
7. ↑  Inoguchi 1963, 91-93쪽.

### 자료
- 防衛庁防衛研修所 (1970). 《海軍捷号作戦〈1〉台湾沖航空戦まで》. 戦史叢書37 (일본어). 朝雲新聞社. ASIN: B000J9E2NI.
- 防衛庁防衛研修所 (1971). 《聯合艦隊＜6＞第三段作戦後期》. 戦史叢書54 (일본어). 朝雲新聞社. ASIN: B000J9E2HY.
- 金子敏夫 (2001년 2월 1일). 《神風特攻の記録》 (일본어). 光人社NF文庫. ISBN 978-4769809937.
- 猪口力平; 中島正 (1963). 《神風特別攻撃隊の記録》 (일본어). 雪華社. ASIN: B000JAI2EC.